# Tapetia lydiae
Tapetia lydiae är en insektsart som beskrevs av Alexander Fyodorovich Emeljanov 1964. Tapetia lydiae ingår i släktet Tapetia och familjen dvärgstritar. Inga underarter finns listade i Catalogue of Life.